# Lycklamabos

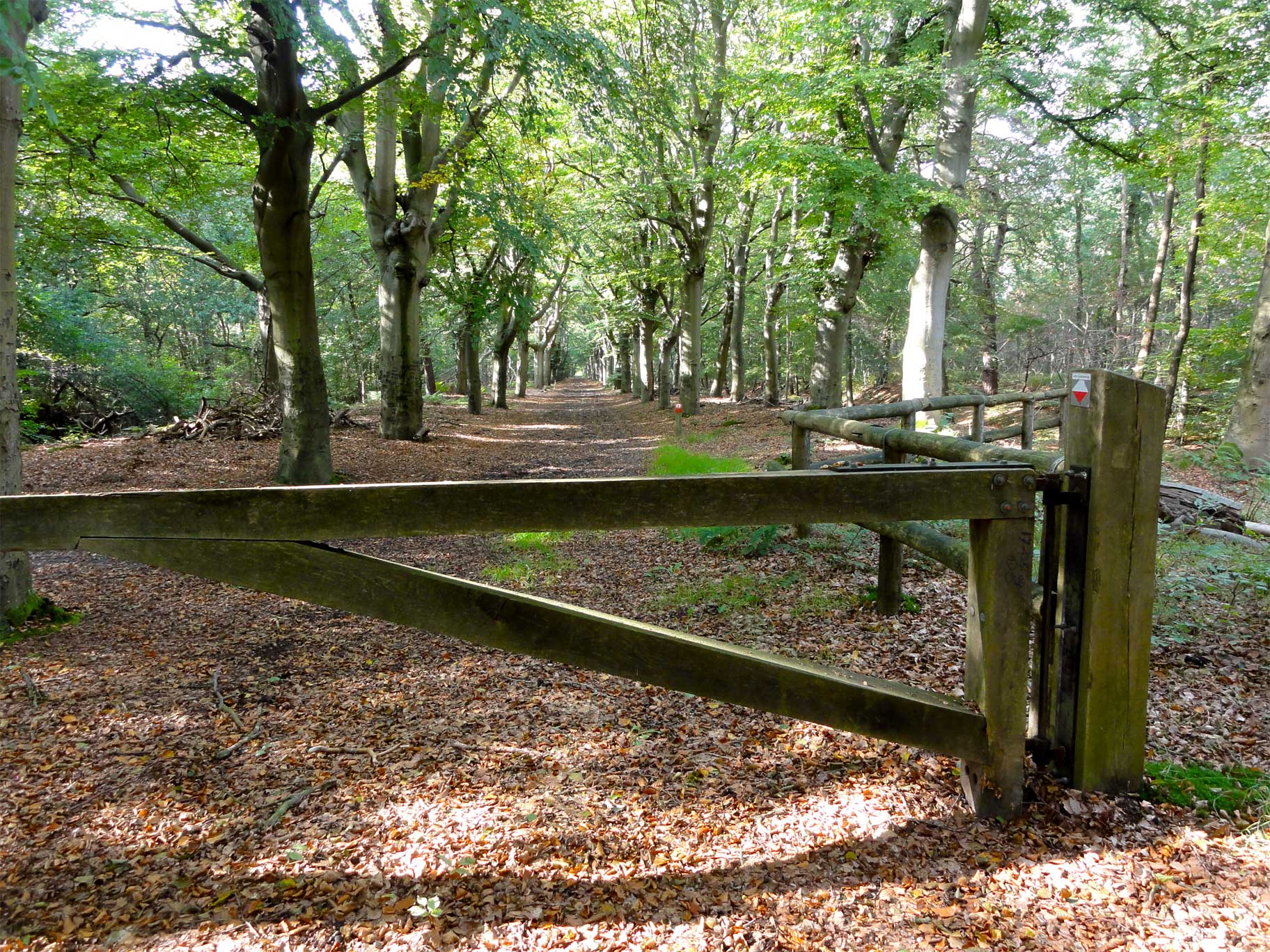
De Boekesingel, een beukenlaan in het Lycklamabos

Het Lycklamabos is een natuurgebied in Gaasterland in de Nederlandse provincie Friesland.

## Beschrijving

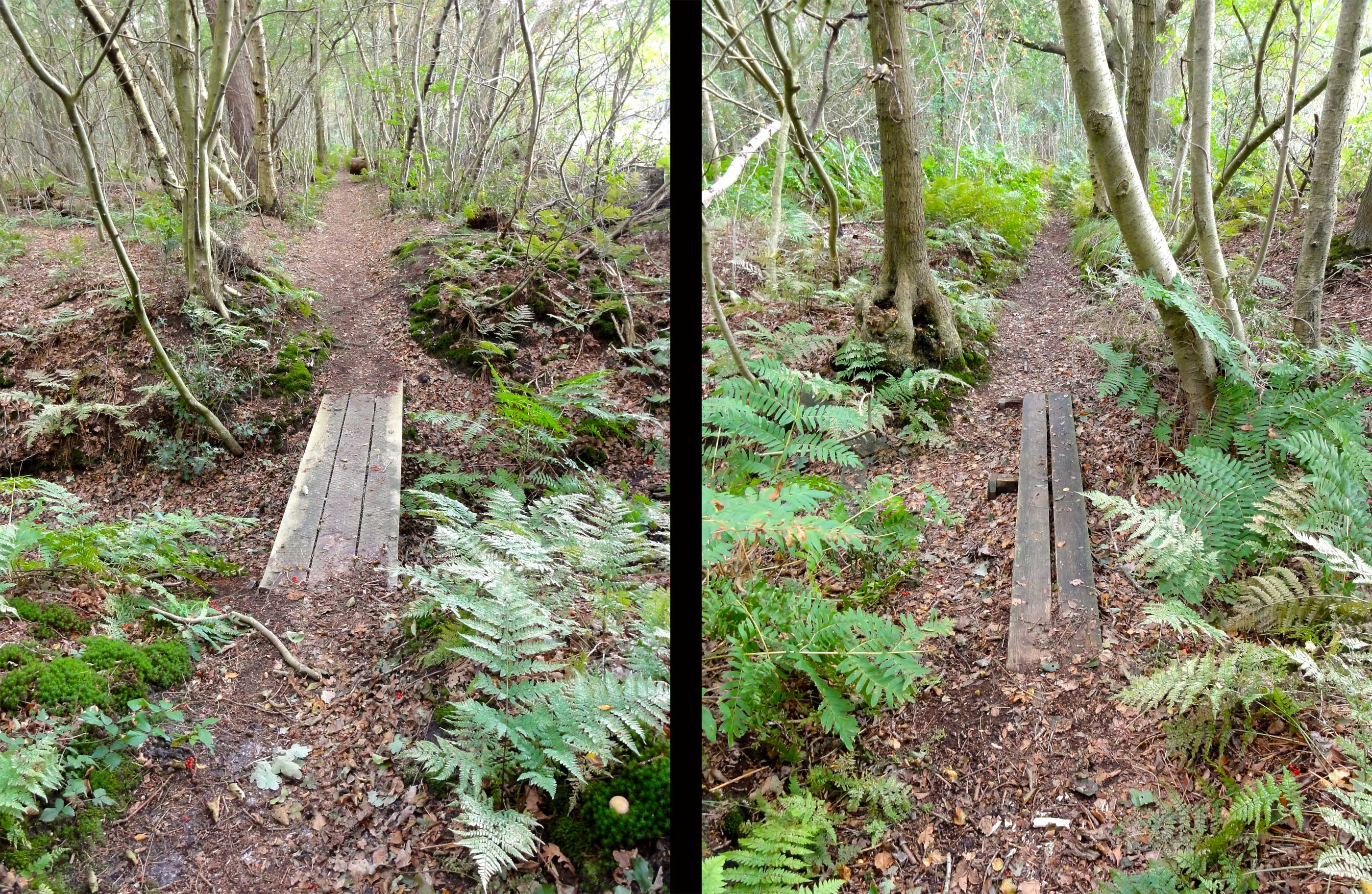
Paden door het Lycklamabos over "rabatten" (dammen tussen greppels)

Het Lycklamabos ligt ten oosten van de Sminkevaart en grenst aan het terrein van de Golfclub Gaasterland. Ten noordoosten van het Lyclamabos liggen de Starnumanbossen en de Bremer wildernis. Het Lycklamabos werd oorspronkelijk aangelegd voor de productie van eikenhout en berkenhout. Later ontstond er een gevarieerde bebossing door de aanleg van lange beukenlanen, zoals de Boekesingel. Deze lanen maakten deel uit van een buitenverblijf. Ook werden er naaldbomen geplant. Vanwege de onderliggende keileemlaag in het bos, die geen water doorlaat, werden er greppels gegraven voor de afwatering. De vrijgekomen grond werd gebruikt voor de ophoging van het beboste gedeelte. Dit gaf het Lycklamabos een kenmerkende rabattenstructuur.
In het Lycklamabos komen vossen, reeën, boommarters en dassen voor. In de oude eiken- en beukenbomen nestelen veel spechten en vleermuizen. Het Lycklamabos wordt beheerd door de Vereniging Natuurmonumenten.
Balksterbos · 
Bremer wildernis ·
Elfbergen ·
Harichsterbos ·
Jolderenbos ·
Lycklamabos ·
Nijemirdumerheide ·
Oudemirdumer Klif ·
Rietpollen ·
Roekebos ·
Rijsterbos ·
Séfonsterpolder ·
Sondelerleien ·
Starnumanbossen ·
Steile Bank ·
Wijckelerhop ·
Wijde Rijn ·
Wikelerbosk ·
Wyldemerk ·
Het Zwin